# NGC 6430
NGC 6430 је спирална галаксија у сазвежђу Херкул која се налази на NGC листи објеката дубоког неба.
Деклинација објекта је + 18° 8' 20" а ректасцензија 17h 45m 14,2s. Привидна величина (магнитуда) објекта NGC 6430 износи 13,8 а фотографска магнитуда 14,6. NGC 6430 је још познат и под ознакама UGC 10966, MCG 3-45-19, CGCG 112-35, IRAS 17430+1809, PGC 60805.